# Prima Divisione Emilia-Romagna 1949-1950
La Prima Divisione fu il massimo campionato regionale di calcio disputato in Emilia-Romagna nella stagione 1949-1950.
Alla Lega Regionale Emiliana furono assegnati tre posti per la promozione. Le società peggio classificate scendevano invece nella Seconda ed ultima Divisione. Ebbe 58 squadre partecipanti.

## Girone A

### Squadre partecipanti
| Squadra              | Città (provincia)      | Stagione precedente |
| -------------------- | ---------------------- | ------------------- |
| U.S. Bagnacavallese  | Bagnacavallo (RA)      |                     |
| F.C. Cattolica       | Cattolica (FO)         |                     |
| A.S. Cervia          | Cervia (RA)            |                     |
| U.S. Cesenatico      | Cesenatico (FO)        |                     |
| Dop. Ferrovieri      | Rimini (FO)            |                     |
| S.S. Guido Buscaroli | Conselice (RA)         |                     |
| A.C. Massalombarda   | Massa Lombarda (RA)    |                     |
| S.S. Sammaurese      | San Mauro Pascoli (FO) |                     |
|                      |                        |                     |
|                      |                        |                     |
|                      |                        |                     |
|                      |                        |                     |
|                      |                        |                     |
|                      |                        |                     |
|                      |                        |                     |

### Classifica finale
|  | Pos. | Squadra         | Pt      | G  | V | N | P | GF | GS | DR |
|  | ---- | --------------- | ------- | -- | - | - | - | -- | -- | -- |
|  | 1.   | Massalombarda   | ??      | 26 |   |   |   |    |    |    |
|  | 2.   | ???             | ??      | 26 |   |   |   |    |    |    |
|  | 3.   | ???             | ??      | 26 |   |   |   |    |    |    |
|  | 4.   | Cervia          | ??      | 26 |   |   |   |    |    |    |
|  | 5.   | ???             | ??      | 26 |   |   |   |    |    |    |
|  | 6.   | ???             | ??      | 26 |   |   |   |    |    |    |
|  | 7.   | ???             | ??      | 26 |   |   |   |    |    |    |
|  | 8.   | ???             | ??      | 26 |   |   |   |    |    |    |
|  | 9.   | ???             | ??      | 26 |   |   |   |    |    |    |
|  | 10.  | Dop. Ferrovieri | ??      | 26 |   |   |   |    |    |    |
|  | 11.  | ???             | ??      | 26 |   |   |   |    |    |    |
|  | 12.  | ???             | ??      | 26 |   |   |   |    |    |    |
|  | 13.  | ???             | ??      | 26 |   |   |   |    |    |    |
|  | 14.  | ???             | ??      | 26 |   |   |   |    |    |    |
|  | --   | Cesenatico      | Escluso |    |   |   |   |    |    |    |

Legenda:

      Ammesso alle finali regionali.
      Retrocesso in Seconda Divisione.
      Escluso dal campionato.
Regolamento:
Due punti a vittoria, uno a pareggio, zero a sconfitta.
Pari merito in caso di pari punti.

## Girone B

### Squadre partecipanti
| Squadra                 | Città (provincia)              | Stagione precedente |
| ----------------------- | ------------------------------ | ------------------- |
| F.d.G. Baricellese      | Baricella (BO)                 |                     |
| A.G.C. Budrio           | Budrio (BO)                    |                     |
| Castelfranco F.C.       | Castelfranco Emilia (MO)       |                     |
| U.S. Castel San Pietro  | Castel San Pietro Terme (BO)   |                     |
| F.d.G. Castenaso        | Castenaso (BO)                 |                     |
| U.S. Corticella         | Bologna                        |                     |
| A.C. Persicetana        | San Giovanni in Persiceto (BO) |                     |
| A.S.C. Pioppe           | Pioppe di Salvaro (BO)         |                     |
| F.d.G. San Gabriele     | San Gabriele di Baricella (BO) |                     |
| F.d.G. San Lazzaro      | San Lazzaro di Savena (BO)     |                     |
| Sassuolo Sportiva       | Sassuolo (MO)                  |                     |
| Pol. Molinella          | Molinella (BO)                 |                     |
| S.C. Nuovo Bologna      | Bologna                        |                     |
| S.S. C.R.A.L. Tranvieri | Bologna                        |                     |
| U.S. Vignolese          | Vignola (MO)                   |                     |

### Classifica finale
|  | Pos. | Squadra           | Pt | G  | V  | N | P  | GF | GS | DR  |
|  | ---- | ----------------- | -- | -- | -- | - | -- | -- | -- | --- |
|  | 1.   | San Lazzaro       | 46 | 28 | 20 | 6 | 2  | 78 | 29 | +49 |
|  | 2.   | Budrio            | 44 | 28 | 20 | 4 | 4  | 84 | 29 | +55 |
|  | 3.   | Persicetana       | 41 | 28 | 20 | 1 | 7  | 61 | 25 | +36 |
|  | 4.   | Castel San Pietro | 38 | 28 | 17 | 4 | 7  | 51 | 40 | +11 |
|  | 5.   | San Gabriele      | 34 | 28 | 15 | 4 | 9  | 48 | 29 | +19 |
|  | 6.   | Corticella        | 29 | 28 | 11 | 7 | 10 | 54 | 46 | +8  |
|  | 6.   | Sassuolo          | 29 | 28 | 12 | 5 | 11 | 52 | 48 | +4  |
|  | 8.   | Vignolese         | 27 | 28 | 12 | 3 | 13 | 52 | 59 | -7  |
|  | 8.   | Baricellese       | 27 | 28 | 12 | 3 | 13 | 45 | 42 | +3  |
|  | 10.  | Molinella         | 26 | 28 | 12 | 2 | 14 | 57 | 61 | -4  |
|  | 11.  | Castenaso         | 18 | 28 | 5  | 8 | 15 | 27 | 63 | -36 |
|  | 12.  | Tranvieri         | 17 | 28 | 6  | 5 | 17 | 29 | 46 | -17 |
|  | 13.  | Castelfranco      | 15 | 28 | 6  | 3 | 19 | 37 | 65 | -28 |
|  | 14.  | Pioppe            | 14 | 28 | 5  | 4 | 19 | 30 | 71 | -41 |
|  | 15.  | Nuovo Bologna     | 11 | 28 | 4  | 3 | 21 | 24 | 84 | -60 |

Legenda:

      Ammesso alle finali regionali.
      Retrocesso in Seconda Divisione.
  Retrocesso e successivamente riammesso.
  Non iscritto la stagione successiva.
Regolamento:
Due punti a vittoria, uno a pareggio, zero a sconfitta.
Pari merito in caso di pari punti.

## Girone C

### Squadre partecipanti
| Squadra           | Città (provincia)          | Stagione precedente |
| ----------------- | -------------------------- | ------------------- |
| Pol. Argentana    | Argenta (FE)               |                     |
| Boara "Rero"      | Ferrara                    |                     |
| U.S. Codigorese   | Codigoro (FE)              |                     |
| U.S. Comacchiese  | Comacchio (FE)             |                     |
| Filo d'Argenta    | Filo d'Argenta (FE)        |                     |
| S.S. Jolanda      | Jolanda di Savoia (FE)     |                     |
| U.S. Laghese      | Lagosanto (FE)             |                     |
| A.C. Masi Torello | Masi Torello (FE)          |                     |
| U.P. Massese      | Massa Fiscaglia (FE)       |                     |
| G.S. Mezzogorese  | Mezzogoro di Codigoro (FE) |                     |
| U.S. Ostellato    | Ostellato (FE)             |                     |
| S.P.I.M.          | Migliarino (FE)            |                     |
| Tresigallo F.C.   | Tresigallo (FE)            |                     |

### Classifica finale
|  | Pos. | Squadra        | Pt | G  | V | N | P | GF | GS | DR |
|  | ---- | -------------- | -- | -- | - | - | - | -- | -- | -- |
|  | 1.   | Argentana      | 41 | 24 |   |   |   |    |    |    |
|  | 2.   | Ostellato      | 38 | 24 |   |   |   |    |    |    |
|  | 3.   | S.P.I.M.       | 36 | 24 |   |   |   |    |    |    |
|  | 4.   | Laghese        | 35 | 24 |   |   |   |    |    |    |
|  | 5.   | Tresigallo     | 34 | 24 |   |   |   |    |    |    |
|  | 5.   | Filo d'Argenta | 34 | 24 |   |   |   |    |    |    |
|  | 7.   | Codigorese     | 27 | 24 |   |   |   |    |    |    |
|  | 8.   | Jolanda        | 26 | 24 |   |   |   |    |    |    |
|  | 9.   | Mezzogorese    | 23 | 24 |   |   |   |    |    |    |
|  | 10.  | Massese        | 19 | 24 |   |   |   |    |    |    |
|  | 11.  | Boara "Rero"   | 15 | 24 |   |   |   |    |    |    |
|  | 12.  | Comacchiese    | 11 | 24 |   |   |   |    |    |    |
|  | 13.  | Masi Torello   | 8  | 24 |   |   |   |    |    |    |

Legenda:

      Ammesso alle finali regionali.
      Retrocesso in Seconda Divisione.
Regolamento:
Due punti a vittoria, uno a pareggio, zero a sconfitta.
Pari merito in caso di pari punti.

## Girone D

### Squadre partecipanti
| Squadra              | Città (provincia)              | Stagione precedente |
| -------------------- | ------------------------------ | ------------------- |
| A.S. "Bruno Veloci"  | Sant'Ilario d'Enza (RE)        |                     |
| A.C. Carpi           | Carpi (MO)                     |                     |
| A.C. Castelmassa     | Castelmassa (RO)               |                     |
| A.C. Concordia       | Concordia sulla Secchia (MO)   |                     |
| A.C. Gonzaga         | Gonzaga (MN)                   |                     |
| U.S. Governolese     | Governolo di Roncoferraro (MN) |                     |
| A.C. Luzzara         | Luzzara (RE)                   |                     |
| U.S. Mirandolese     | Mirandola (MO)                 |                     |
| Ostiglia F.B.C.      | Ostiglia (MN)                  |                     |
| U.S. Poggese         | Poggio Rusco (MN)              |                     |
| Pro Italia Correggio | Correggio (RE)                 |                     |
| A.C. Rubiera         | Rubiera (RE)                   |                     |
| S.S. Sermide         | Sermide (MN)                   |                     |
| A.C. Suzzara         | Suzzara (MN)                   |                     |
| A.C. Viadanese       | Viadana (MN)                   |                     |

### Classifica finale
|  | Pos. | Squadra              | Pt | G  | V  | N | P  | GF | GS | DR  |
|  | ---- | -------------------- | -- | -- | -- | - | -- | -- | -- | --- |
|  | 1.   | Carpi                | 46 | 28 | 21 | 4 | 3  | 90 | 31 | +59 |
|  | 2.   | Luzzara              | 41 | 28 | 18 | 5 | 5  | 73 | 32 | +41 |
|  | 3.   | Poggese              | 38 | 28 | 17 | 4 | 7  | 74 | 45 | +29 |
|  | 4.   | Castelmassa          | 36 | 28 | 16 | 4 | 8  | 54 | 41 | +13 |
|  | 5.   | Concordia            | 35 | 28 | 15 | 5 | 8  | 76 | 46 | +30 |
|  | 6.   | Bruno Veloci         | 33 | 28 | 12 | 9 | 7  | 41 | 36 | +5  |
|  | 7.   | Ostiglia             | 32 | 28 | 15 | 2 | 11 | 57 | 47 | +10 |
|  | 8.   | Governolese          | 28 | 28 | 11 | 6 | 11 | 44 | 39 | +5  |
|  | 8.   | Mirandolese          | 28 | 28 | 14 | 0 | 14 | 57 | 48 | +9  |
|  | 10.  | Viadanese (-1)       | 27 | 28 | 10 | 8 | 10 | 44 | 46 | -2  |
|  | 11.  | Rubiera              | 19 | 28 | 7  | 5 | 16 | 38 | 54 | -16 |
|  | 12.  | Sermide (-1)         | 18 | 28 | 7  | 5 | 16 | 41 | 56 | -15 |
|  | 12.  | Suzzara              | 18 | 28 | 7  | 4 | 17 | 37 | 89 | -52 |
|  | 14.  | Gonzaga              | 12 | 28 | 4  | 4 | 20 | 28 | 71 | -44 |
|  | 15.  | Pro Italia Correggio | 7  | 28 | 1  | 5 | 22 | 20 | 93 | -73 |

Legenda:

      Ammesso alle finali regionali.
      Retrocesso in Seconda Divisione.
Regolamento:
Due punti a vittoria, uno a pareggio, zero a sconfitta.
Pari merito in caso di pari punti.
Note:
Sermide e Viadanese hanno scontato 1 punto di penalizzazione in classifica per una rinuncia.

## Girone finale
|  | Pos. | Squadra       | Pt | G | V | N | P | GF | GS | DR |
|  | ---- | ------------- | -- | - | - | - | - | -- | -- | -- |
|  | 1.   | Carpi         | 8  | 6 | 3 | 2 | 1 | 9  | 2  | +7 |
|  | 2.   | Massalombarda | 5  | 5 | 1 | 3 | 1 | 5  | 4  | +1 |
|  | 3.   | San Lazzaro   | 5  | 6 | 1 | 3 | 2 | 5  | 10 | -5 |
|  | 4.   | Argentana     | 4  | 5 | 1 | 2 | 2 | 3  | 6  | -3 |

Legenda:

      Promosso in Promozione 1950-1951.
Regolamento:
Due punti a vittoria, uno a pareggio, zero a sconfitta.
Note:
Manca il risultato della partita rinviata Massalombarda-Argentana.
Verdetti
- Carpi campione emiliano di Prima Divisione.
- Argentana promossa in Promozione 1950-1951.
- Massalombarda ammessa in Promozione 1950-1951 per motivi ignoti.

### Giornali
- Archivio della Gazzetta dello Sport, stagione 1949-1950, consultabile presso le Biblioteche:
  - Biblioteca Nazionale Braidense di Milano,
  - Biblioteca Nazionale Centrale di Firenze,
  - Biblioteca Nazionale Centrale di Roma,
  - Biblioteca Civica Berio di Genova,
  - e presso Emeroteca del C.O.N.I. di Roma (non è online ma è da consultare in sede).
- Reggio Democratica, stagione 1949-1950 dal sito della Biblioteca Panizzi di Reggio Emilia Archiviato il 2 aprile 2012 in Internet Archive..
- Gazzetta di Mantova, stagione 1949-1950 - consultabile online.

### Libri
- Carlo Alberto Giovanardi, Sassuolo nel pallone, Edizioni Artestampa, 2010, ISBN 978-88-6462-046-6.
- Imo Moi, Silvano Todeschini, Marco Vallicelli, Biancoblù. Un secolo di calcio sermidese, Sermide (MN), Sermidiana Edizioni, 2016.